# Lycium hirsutum
Lycium hirsutum là loài thực vật có hoa trong họ Cà. Loài này được Dunal mô tả khoa học đầu tiên.